# Konstantin von Tischendorf

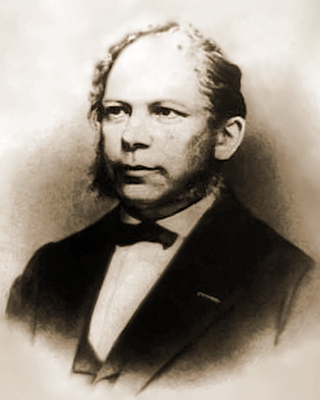
Konstantin von Tischendorf.

Lobegott Friedrich Konstantin von Tischendorf (Legenfeld, Reino de Sajonia, 18 de enero de 1815 - Lipsia, Imperio alemán, 7 de diciembre de 1874) fue un editor de libros, teólogo protestante, pretendido lingüista, e investigador de manuscritos alemán.
Logró descifrar en 1842 el Códice Ephraemi Syri Rescriptus y estudió otros muchos de esos documentos fundamentales en el estudio de la Biblia.

## Biografía
Konstantin von Tischendorf nació en Legenfeld, Sajonia, en el año 1815, era hijo de un médico forense. En 1834 con tan solo 18 años empieza a estudiar teología y filosofía, doctorándose en la especialidad crítico textual en el año 1838.
Desde los inicios (e incluso antes) de su doctorado le preocupaba la alta critica (corriente que intentaba socavar la autoridad de la Biblia, poniendo en duda la autenticidad del texto bíblico en sí) que teólogos vertían hacia las Escrituras.
Tischendorf, como eminente erudito e investigador de las Escrituras, tenía que rebatir esas ideas hacia la Biblia. La única forma de demostrarlo fue el estudio de escritos, libros, códices, etc., de la Escrituras. Por lo tanto toma la determinación de abandonar su vida cómoda como profesor, y se lanza a la búsqueda de estos por bibliotecas y monasterios europeos y extraeuropeos.

### Códice Sinaítico
En 1844, llegó al monasterio de Santa Catalina en el monte Sinaí; allí halló 129 hojas de un códice, escrito en griego, perteneciente a las escrituras hebreas o Antiguo Testamento del siglo IV. Se conocería posteriormente como Códice Sinaítico; los monjes del monasterio le dieron 43 hojas del preciado manuscrito. En 1853, volvió de nuevo al monasterio, y esta vez descubrió un fragmento del libro del Génesis del mismo códice.
Ese mismo año, se le acabaron sus recursos (de su propio bolsillo pagaba sus hallazgos e investigaciones), y se vio en la necesidad de conseguir el patrocinio de alguien acaudalado que confiara en sus investigaciones. Abandonó su país natal, fijándose en Rusia y, más concretamente, en la persona del Zar.
(Rusia había entrado en una era de cambios y reformas, el énfasis en la educación era primordial. La emperatriz Catalina II, la promotora, había enviado a eruditos para que aprendieran hebreo en las universidades europeas, y además fundó la Biblioteca Imperial de San Petersburgo, pero existía una deficiencia: solo contaban con seis manuscritos hebreos; los eruditos empezaban a traducir del hebreo al ruso las Escrituras.)
El Zar Alejandro II se dio cuenta enseguida de lo positivo que eran las demandas de Tischendorf para sus propósitos, y las auspició.

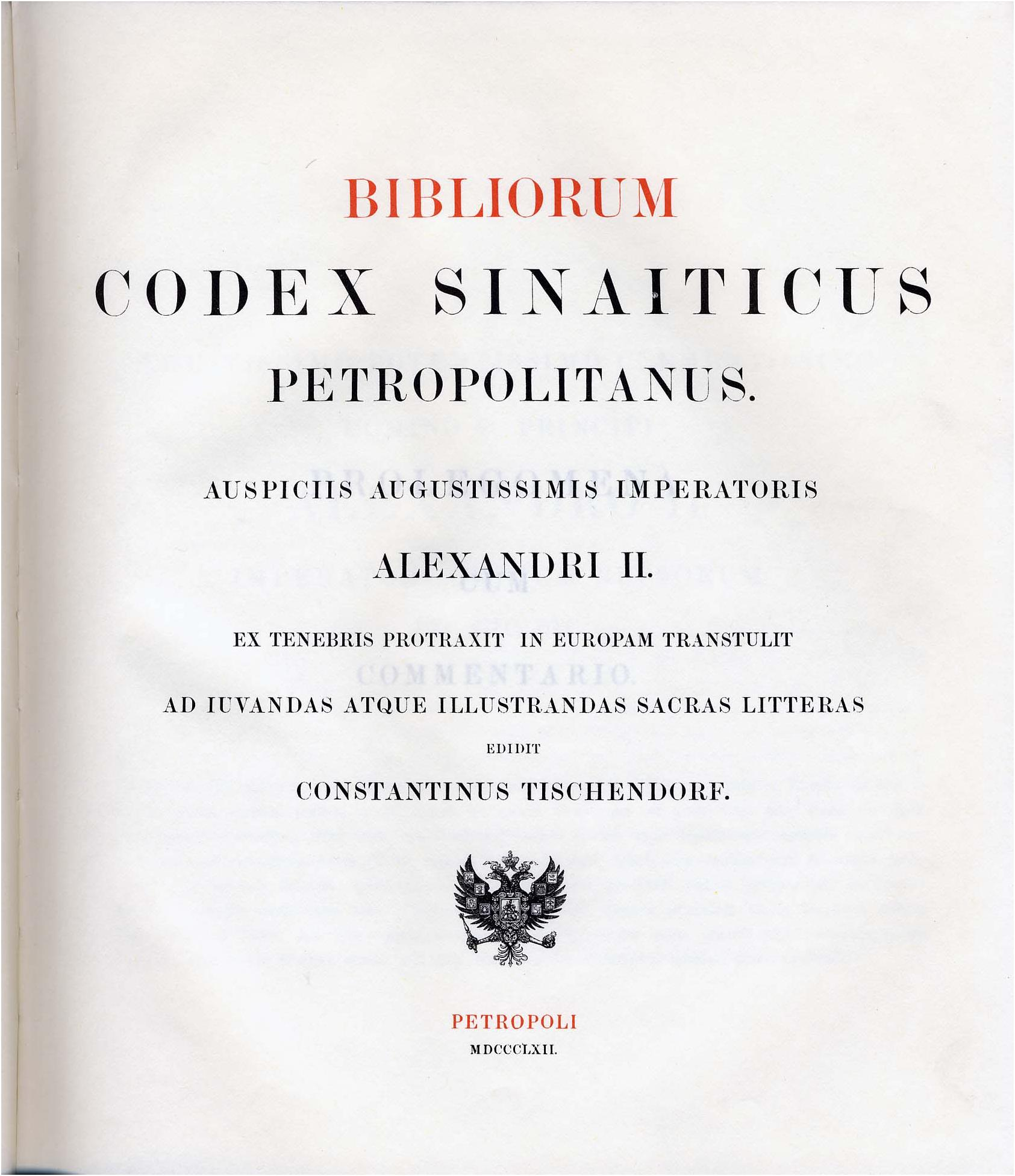
Facsímil de la edición del Códice Sinaítico.

En 1859, visitó por tercera vez el monasterio; esta vez, los monjes le dieron más facilidades para sus investigaciones, lo que le permitió hallar el resto del códice. Tischendorf, que dedicó su vida y talentos a buscar manuscritos antiguos de la Biblia,  descubrió el Codex Sinaiticus una verdadera joya. La pretensión de Tischendorf era publicar el códice, y propuso a los monjes que entregaran el códice al Zar; este a cambio podría utilizar sus influencias a favor del monasterio. Los monjes aceptaron, pero dejaron claro que el códice tendría que regresar al monasterio (al final no se devolvió: el gobierno ruso pagó 7000 rublos, por él a los monjes).
Una vez en Rusia, Tischendorf se dirigió al Palacio de Invierno del Zar; allí le comentó que sería muy provechosa la publicación del manuscrito; el Zar aceptó sin dilación.
Tischendorf, eufórico, escribiría:

La Providencia ha dado a nuestra generación [...] la Biblia Sinaítica para que sea una luz clara y completa en cuanto al verdadero texto de la palabra escrita de Dios y por ayudarnos a defender la verdad estableciendo su auténtico contenido.

### Nuevo Testamento
En el invierno de 1849 fue publicada la primera edición de su gran obra titulada Novum Testamentum Graece. Ad antiquos testes recensuit, apparatum criticum multis modis auctum et correctum apposuit... (Nuevo Testamento griego. Revisado según los antiguos testimonios, con un aparato crítico ampliamente enriquecido y corregido...).
Estos fueron en parte el resultado de los incansables viajes que había comenzado en 1839 en busca de manuscritos del Nuevo Testamento, «para aclarar de esta manera la historia del texto sagrado, y para recuperar en lo posible el texto apostólico genuino, que es el fundamento de nuestra fe».
En 1850 apareció su edición del Codex Amiatinus (corregida en 1854) y de la versión Septuaginta del Antiguo Testamento (7.ª ed., 1887); en 1852, entre otras obras, fue publicada su edición del Codex Claromontanus. En 1859 fue nombrado profesor de teología y de paleografía bíblica. Un libro sobre sus viajes, Aus dem Lande heiligen (Desde la Tierra Santa), apareció en 1862; los trayectos orientales de Tischendorf fueron lo suficientemente ricos en descubrimientos como para merecer el mayor elogio.
Entre 1869 y 1872 apareció la gran edición, octava, de su obra magna Edición crítica del Nuevo Testamento (Editio octava critica maior), que llegaría a alcanzar veintiuna ediciones, si se incluyen las reimpresiones estereotipadas y las ediciones de menor importancia de sus grandes textos críticos; las impresiones póstumas alcanzaron un total de cuarenta y uno. El testimonio del manuscrito sinaítico recibió gran peso en esta edición. Las lecturas del manuscrito vaticano se administraron con más exactitud y certeza que en las ediciones anteriores y el editor tuvo también la ventaja de utilizar los trabajos publicados por su colega y amigo Samuel Prideaux Tregelles.
Tischendorf fallecería en Lipsia víctima de las secuelas de un accidente cerebrovascular en 1874, después de toda una vida dedicada a la investigación bíblica. Está sepultado en la parcela familiar de los Tischendorf en el Nuevo cementerio de San Juan en Leipzig.